# Каспийская парандра
Парандра каспийская (лат. Parandra caspia) — жук из семейства Усачи (Cerambycidae). Единственный представитель рода на территории палеарктической области.

## Описание
Длина тела самца 17—36 мм, самки — 12—27 мм. Тело довольно широкое, блестящее, плоское, каштаново-коричневого или коричнево-красноватого цвета, обычно более коричневое на верхней стороне, более светлое на нижней, надкрылья и переднеспинка как бы лакированные.
Голова нередко темнее переднеспинки. Верхние челюсти самца значительно крупнее челюстей самки, длинные, у наиболее мощных самцов превосходят длину головы довольно сильно изогнутые, с маленьким зубчиком на внутренней стороне перед серединой, на конце вырезаны и образуют два небольших тупых зубца. Челюсти самки короткие и массивные, снаружи у основания с глубоким широким вдавлением, на основании сильно выпуклые, на внутреннем крае близ основания с достаточно сильно развитым зубцом, на вершине, двузубчатые, продольный киль менее бросается в глаза, чем у самца.
Надкрылья длинные, параллельные, округленно суженные перед вершиной. На вершине широко закруглены.
Голова в разбросанной мелкой пунктировке. Глаза с небольшой выемкой. Переднеспинка в ширину заметно больше (особенно у самцов), чем в длину, её основание чуть уже вершины и едва уже основания надкрылий, боковые края почти параллельные.
Отличается от всех других видов рода Parandra наиболее примитивно построенными лапками: 3-й членик подобен 2-му, не расширен и не расщеплен.

## Ареал
На территории Талыша в пределах Азербайджана и севера Ирана, где встречается как в горах, поднимаясь на высоту до 700—800 м. Вдоль южной части Каспийского побережья.

## Размножение
Яйца откладываются самками в разнообразные лиственные породы (ива, тополь, ольха, гледичия, бук, дуб и др.), причём по большей части кладутся в стенки тех же ходов, где вывелись жуки. Стадия яйца длится 8 — 15 дней.

### Личинка
Личинка достигает в длину 50 мм, при ширине 8 мм. Передний край эпистома гладкий, не бугорчатый, задняя часть переднеспинки в многочисленных мелких шипиках. Двигательные мозоли разделены вдоль. Покрыта редкими и тонкими желтоватыми волосками, беловато-желтая или желтовато-белая, стигмы и задняя часть перздие-груди желтые, ротовой край головной капсулы и челюсти черные. Генерация трехгодовая.

### Куколка
Перед окукливанием личинка устраивает в конце хода колыбельку. Стадия куколки −14—25 дней. Вылупившийся жук проводит некоторое время в колыбельке, а затем прогрызает ход наружу. Нередко заселяет деревья во множестве, быстро превращая их древесину в труху. Вполне высохших деревьев не заселяет.

## Экономическое значение
Наносит как физиологический, так в технический вред. Известен как серьёзный вредитель древесных пород на юге Азербайджана и в северном Иране.